# Liste der Bürgermeister von Neuried (bei München)
Die Liste der Bürgermeister von Neuried gibt einen Überblick über die Bürgermeister der Gemeinde Neuried im oberbayerischen Landkreis München seit 1919.

## Bürgermeister
| Bürgermeister      | Partei | Partei    | Amtszeit  |
| ------------------ | ------ | --------- | --------- |
| Josef Kaiser       |        |           | 1919–1945 |
| Josef Doll         |        |           | 1945–1950 |
| Franz Schuster     |        | parteilos | 1950–1968 |
| Fritz Baumgartner  |        | SPD       | 1968–1978 |
| Ladislaus Wolowicz |        | CSU       | 1978–1990 |
| Otto Götz          |        | SPD       | 1990–2002 |
| Ilse Weiß          |        | CSU       | 2002–2014 |
| Harald Zipfel      |        | SPD       | seit 2014 |